# HTML5 비디오
HTML5 비디오(HTML5 video) 태그는 HTML5 초안 규격에서 소개된 마크업 언어 태그로 HTML 페이지의 동영상을 임베드(embed)하는 것을 지원해 준다. 2010년 4월, 어도비 플래시 플레이어는 유튜브와 같은 웹사이트에서 동영상을 포함하는데 널리 사용된다. 이것은 애플의 아이폰이나 아이패드와 같은 특정 브라우저를 제외하고는 대다수의 웹 브라우저에 어도비 플래시 플레이어가 설치되어 있기 때문이다. HTML5 동영상은 동영상 온라인을 보여주기 위한 새로운 표준 방식이 될 예정이었지만, 어떤 동영상 포맷이 동영상 태그에서 지원될 것인지 하는 것에 대한 합의 부족으로 방해를 받아왔다.

## 예제
아래의 HTML5 코드는 WebM 비디오를 웹 페이지에 포함한다.
```
<
video
 
src
=
"movie.webm"
 
controls
>

브라우저가 비디오 태그를 지원하지 않으면 이 문자열이 나타납니다.

</
video
>

```

### 복수 소스
```
<
video
 
poster
=
"movie.jpg"
 
controls
>

	
<
syntaxhighlight
 
src
=
"movie.webm"
 
type
=
'video/webm; codecs="vp8.0, vorbis"'
 
/>

	
<
syntaxhighlight
 
src
=
"movie.ogv"
 
type
=
'video/ogg; codecs="theora, vorbis"'
 
/>

	
<
syntaxhighlight
 
src
=
"movie.mp4"
 
type
=
'video/mp4; codecs="avc1.4D401E, mp4a.40.2"'
 
/>

	
<
p
>
브라우저가 비디오 태그를 지원하지 않으면 이 문자열이 나타납니다.
</
p
>

</
video
>

```

## 지원 브라우저
현재의 HTML5 초안 규격에는 동영상 태그에서 어떤 동영상 포맷을 브라우저가 지원해야 할 것인지를 명시해 두지 않았다. 따라서 브라우저는 그들이 적합하다고 생각되는 동영상 포맷을 마음대로 지원할 수 있다.

### 기본 동영상 포맷 논쟁
브라우저가 지원할 동영상 포맷을 적어도 하나는 명시하는 것이 바람직하다. 이러한 이상적인 동영상 포맷은 다음을 만족하여야 한다.
- 고효율의 압축률과 고화질을 가지고 있고, 낮은 디코드 과정을 사용할 것.
- 로열티가 없을 것.
- 그 포맷을 지원하는 소프트웨어 디코더, 하드웨어 동영상 디코더가 존재할 것.

처음에는 Ogg Theora가 HTML5에서 추천하는 표준 동영상 포맷이었다. 특허에 영향을 받지 않았기 때문이었다. 그러나 2007년 12월 10일 HTML5 규격이 업데이트되었을 때, 포맷을 구체화하기 위해 참고사항이 갱신되었다.
| 브라우저          | 최신 안정판 (공개일) | 동영상 포맷    | 동영상 포맷            | 동영상 포맷    | 동영상 포맷    |
| 브라우저          | 최신 안정판 (공개일) | Ogg Theora     | H.264/MPEG-4 AVC       | VP8 (WebM)     | 기타           |
| ----------------- | --- | -------------- | ---------------------- | -------------- | -------------- |
| 인터넷 익스플로러 | 11.0.10240.16431 (2015년 10월 17일) [±] | 수동 설치      | 9.0                    | 수동 설치      | 아니요         |
| 파이어폭스        | 80.0.1 (2020년 9월 1일) [±] 78.2.0 (ESR 1) (2020년 8월 25일) [±] 68.12.0 (ESR 2) (2020년 8월 25일) [±]                                                        | 3.5            | 21(Windows), 30(Linux) | 4.0            | 아니요         |
| 구글 크롬         | PC, macOS, 리눅스용 62.0.3202.62 (2017년 10월 17일) [±] 안드로이드용 (ARM, x86) 62.0.3202.66 (2017년 10월 19일) [±] iOS용 62.0.3202.60 (2017년 10월 18일) [±] | 3.0            | 예                     | 6.0            | 아니요         |
| 사파리            | 11.0 (2017년 9월 19일) [±] | 수동 설치      | 3.1                    | 아니요         | 다른 것에 의존 |
| 오페라            | 48.0.2685.32 (2017년 9월 27일) [±] | 10.50          | 아니요                 | 10.60          | 아니요         |
| 캉커러            | 4.14.3 (2014년 11월 11일) [±] | 4.4            | 다른 것에 의존         | 예             | 다른 것에 의존 |
| 웹                | 3.16.3 (2015년 5월 18일) [±] | 2.28           | 다른 것에 의존         | 다른 것에 의존 | 다른 것에 의존 |
| 오리진            | 모르프OS용 1.9 (2010년 8월 8일) | 모르프OS용 1.7 | 모르프OS용 1.7         | 모르프OS용 1.9 | 다른 것에 의존 |

## 같이 보기
- HTML5